# Ante Štambuk
Ante Štambuk (Sumartin, 27. kolovoza 1949. – Bochum,Njemačka, 19. kolovoza 2008) hrvatski proljećar
Bio je predsjednik Studentskog saveza Splita u vrijeme Hrvatskog proljeća i kao takvi uhićen 14. prosinca 1971. godine.